# Lithops aucampiae
Lithops aucampiae L.Bolus è una pianta succulenta della famiglia delle Aizoacee, originaria delle Province del Capo e delle Province Settentrionali del Sudafrica.

## Etimologia
Deve il nome a Juanita Aucamp, che ne trovò un esemplare sul terreno della fattoria del padre a Postmasburg, provincia del Capo Settentrionale, nel 1929.

## Descrizione
Presenta caratteristiche analoghe a molti membri del genere Lithops: due spesse foglie carnose, con un'area traslucida sulla sommità, che permette alla luce di raggiungere la parte sotterranea della pianta. Durante la fioritura un fiore giallo emerge dalla fessura tra le due foglie.

## Distribuzione e habitat
Cresce in Sudafrica su terreni ferrosi, con presenza di arenaria, selce e quarzite, in zone soggette a piogge estive.